# ADEAC
ADEAC（アデアック、英語: A System of Digitalization and Exhibition for Archive Collections）は、日本のデジタルアーカイブ構築システムである。TRC-ADEAC株式会社がシステムの構築及び運営を行っている:324:68。

## 概要
東京大学史料編纂所社会連携研究部門に在籍していた石川徹也と大日本印刷・丸善・雄松堂書店・コンテンツ株式会社・図書館流通センターの5社によって、自治体史の本文検索と引用された資料の画像を閲覧を可能にするシステムの開発について、2010年度より3年間の研究が行われた。2012年10月にはこの研究成果を事業化する目的でTRC-ADEAC株式会社が設立され:324、2013年3年から運営を続けている:163。その後図書館や博物館等での活用に対応し、自治体史等以外にも対応可能とする改修が行われた:325。
図書館や博物館といった資料を保有している機関はADEACを共同利用し、資料をデジタル化した上でコンテンツを公開する。運営するTRC-ADEAC株式会社はデジタル化・公開の過程で収益を得るというビジネスモデルを持っている:324。2022年7月時点では135機関が利用している:163。

## 連携
2018年3月より国立国会図書館サーチ:325、2019年2月よりジャパンサーチ、同年8月よりEBSCO Discovery Serviceへ、週ごとにOAI-PMHを用いメタデータを送付しており、それらからADEACで提供されているコンテンツを検索することが可能となっている:69。

## 課題
2022年5月の時点で、ADEAC上に構築されているデジタルアーカイブのうち、「コンテンツの印刷およびダウンロードは制限あり」としている機関が145機関中82機関（約57.9パーセント）となっていた。このような制限が存在する場合、資料の教育活用において大きな障害となってしまい、アーカイブされた資料の活用が阻害されるという問題が挙げられる:e28。そのような制限を課している機関の中には教育へのデジタルアーカイブ活用を望んでいる機関も存在している。酒田市立図書館の光丘文庫デジタルアーカイブにおいて2018年の公開時には印刷及びダウンロードに制限が存在したが、後に問題点が認識され二次利用条件の見直しが行われた:e28-e29。